# Lisette Model
Lisette Model (ur. 10 listopada 1901 w Wiedniu, zm. 30 marca 1983 w Nowym Jorku), pseudonim artystyczny amerykańskiej fotograf Elise Felic Amelie Stern. 
Była wykładowczynią w New School for Social Research, gdzie jej wychowanką była m.in. Diane Arbus. 
Jej ojciec był włosko-austriackim lekarzem pochodzenia żydowskiego, przyłączony do Austriackiej Królewskiej Armii, a później do Międzynarodowego Czerwonego Krzyża. Jej matka była Francuzką.